# Parkdale—High Park (circonscription provinciale)
Circonscription électorale provinciale du Canada
Parkdale—High Park est une circonscription provinciale de l'Ontario représentée à l'Assemblée législative de l'Ontario depuis 1999.

## Géographie
La circonscription est située dans le sud de l'Ontario, dans la partie du centre-ouest de la région de Toronto.
Les circonscriptions limitrophes sont Etobicoke—Lakeshore, Etobicoke-Centre, York-Sud—Weston, Davenport et Spadina—Fort York.

## Historique
| Législature                                                                            | Années       | Député           | Député         | Parti         |
| -------------------------------------------------------------------------------------- | ------------ | ---------------- | -------------- | ------------- |
| Ottawa-Ouest—Nepean Circonscription issue de High Park—Swansea, Parkdale et York South |              |                  |                |               |
| 37e                                                                                    | 1999-2003    |                  | Gerard Kennedy | Libéral       |
| 38e                                                                                    | 2003-2006    |                  | Gerard Kennedy | Libéral       |
| 38e                                                                                    | 2006-2007    |                  | Cheri DiNovo   | Néo-démocrate |
| 39e                                                                                    | 2007-2011    |                  | Cheri DiNovo   | Néo-démocrate |
| 40e                                                                                    | 2011-2014    |                  | Cheri DiNovo   | Néo-démocrate |
| 41e                                                                                    | 2014-2018    |                  | Cheri DiNovo   | Néo-démocrate |
| 42e                                                                                    | 2018-2022    | Bhutila Karpoche |                | Néo-démocrate |
| 43e                                                                                    | 2022–Présent | Bhutila Karpoche |                | Néo-démocrate |

## Circonscription fédérale
Comme partout en Ontario, sauf dans le nord, les circonscriptions provinciales sont les mêmes que les circonscriptions électorales fédérales depuis les élections provinciales de 1999.